# Differenza simmetrica
In matematica, la differenza simmetrica tra due insiemi è l'insieme che contiene gli elementi presenti solo in uno dei due insiemi. È l'equivalente insiemistico dell'operazione logica nota come XOR.

La differenza simmetrica tra A e B è evidenziata in rosso

La differenza simmetrica tra due insiemi è comunemente denotata {\displaystyle A\,\Delta \,B}.
Esistono due modi equivalenti per definirla:
{\displaystyle A\Delta B=(A-B)\cup (B-A)=(A\cup B)-(A\cap B)}
cioè, rispettivamente, l'unione delle due differenze e la differenza tra l'unione e l'intersezione di A e B.
La differenza simmetrica è commutativa e associativa:
{\displaystyle A\Delta B=B\Delta A}
{\displaystyle (A\Delta B)\Delta C=A\Delta (B\Delta C)}
La differenza simmetrica di due differenze simmetriche ripetute è la differenza simmetrica ripetuta della somma dei due multiinsiemi, con la rimozione di ogni insieme che compaia due volte. In particolare:
{\displaystyle (A\Delta B)\Delta (B\Delta C)=A\Delta C}
Questa uguaglianza esprime anche una specie di disuguaglianza triangolare: la differenza simmetrica di A e C è contenuta nell'unione tra le differenze simmetriche di A e B e di B e C.
Se consideriamo l'insieme delle parti di un qualsiasi insieme X con la differenza simmetrica, esso diventa un gruppo abeliano, in quanto
{\displaystyle A\Delta \varnothing =A}
e
{\displaystyle A\Delta A=\varnothing }
cioè l'insieme vuoto è l'elemento neutro e ogni insieme è l'inverso di sé stesso; questo ci dice anche che questa struttura algebrica è addirittura uno spazio vettoriale sopra il campo finito delle classi di resto modulo 2 {\displaystyle Z_{2}}.
Inoltre, la distributività dell'intersezione sulla differenza simmetrica:
{\displaystyle A\cap (B\Delta C)=(A\cap B)\Delta (A\cap C)}
implica che l'insieme delle parti di X diventa un anello, più specificamente il prototipo di anello booleano.

## Differenza simmetrica n-aria
La differenza simmetrica si può vedere come un'operazione su un multiinsieme di insiemi: il risultato dell'operazione su una classe di insiemi contiene gli elementi che sono contenuti in un numero dispari di insiemi tra quelli considerati:
{\displaystyle \triangle M=\left\{a\in \bigcup M\ |\ \#\{A\in M|a\in A\}\ =2k+1,\,k\in \mathbb {N} \right\}}
Questa operazione è ben definita solo quando ogni elemento dell'unione {\displaystyle \bigcup M} è contenuto in un numero finito di elementi di {\displaystyle M}.